# Riepenburger Mühle

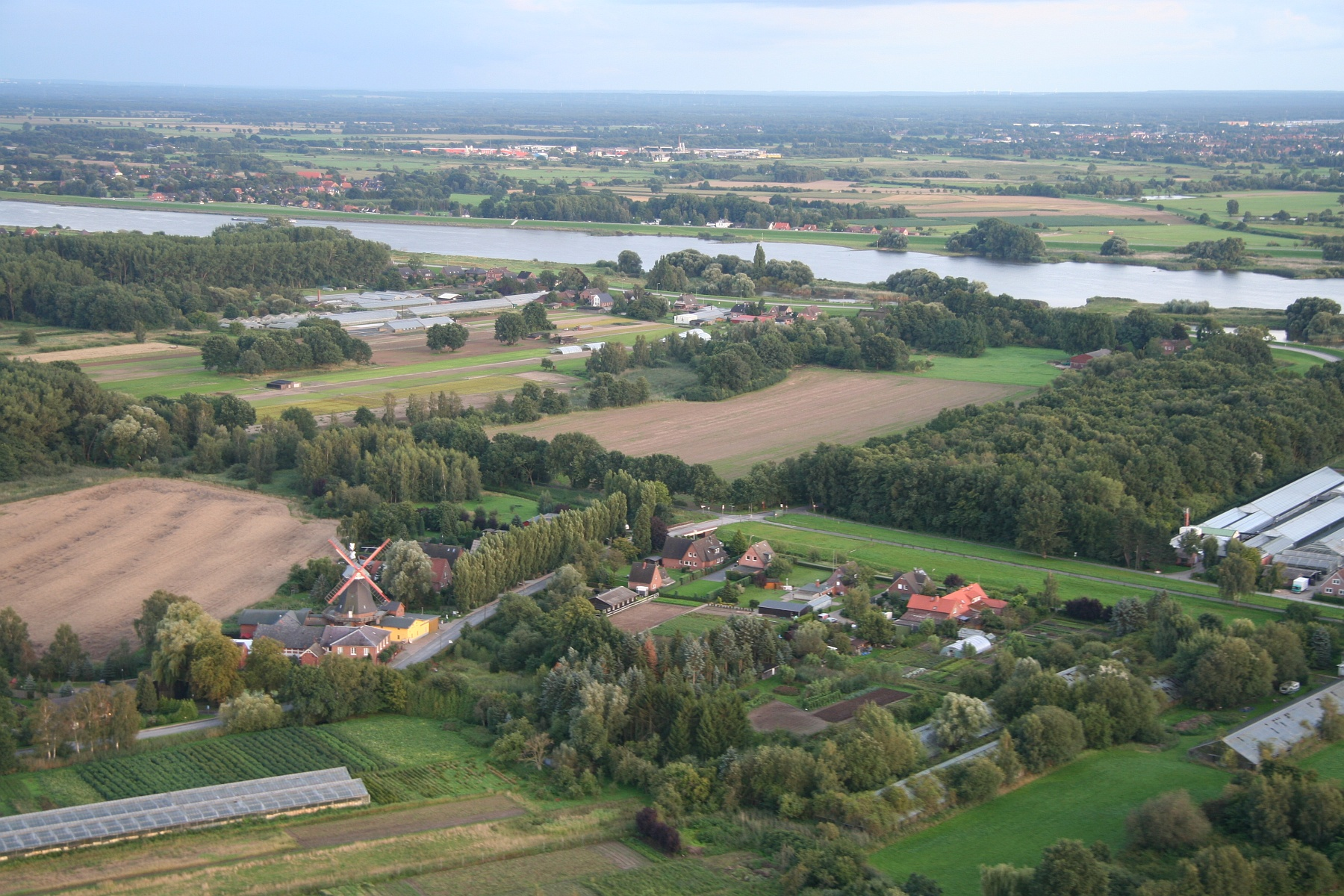
Luftbild

 Die Riepenburger Mühle „Boreas“ befindet sich am Kirchwerder Mühlendamm 75a in Hamburg-Kirchwerder. Sie ist eine Holländermühle. 1828 erbaut, ist sie die älteste und größte erhaltene Kornwindmühle Hamburgs. Als Mühlenstandort erwähnt wurde sie im Jahre 1318 und zählt damit zu den ältesten in Deutschland. Eine Mühle mit dem Namen „Boreasmühle“ existierte auch in Flensburg, von dieser verblieb nur ein Straßenname (vgl. dort).

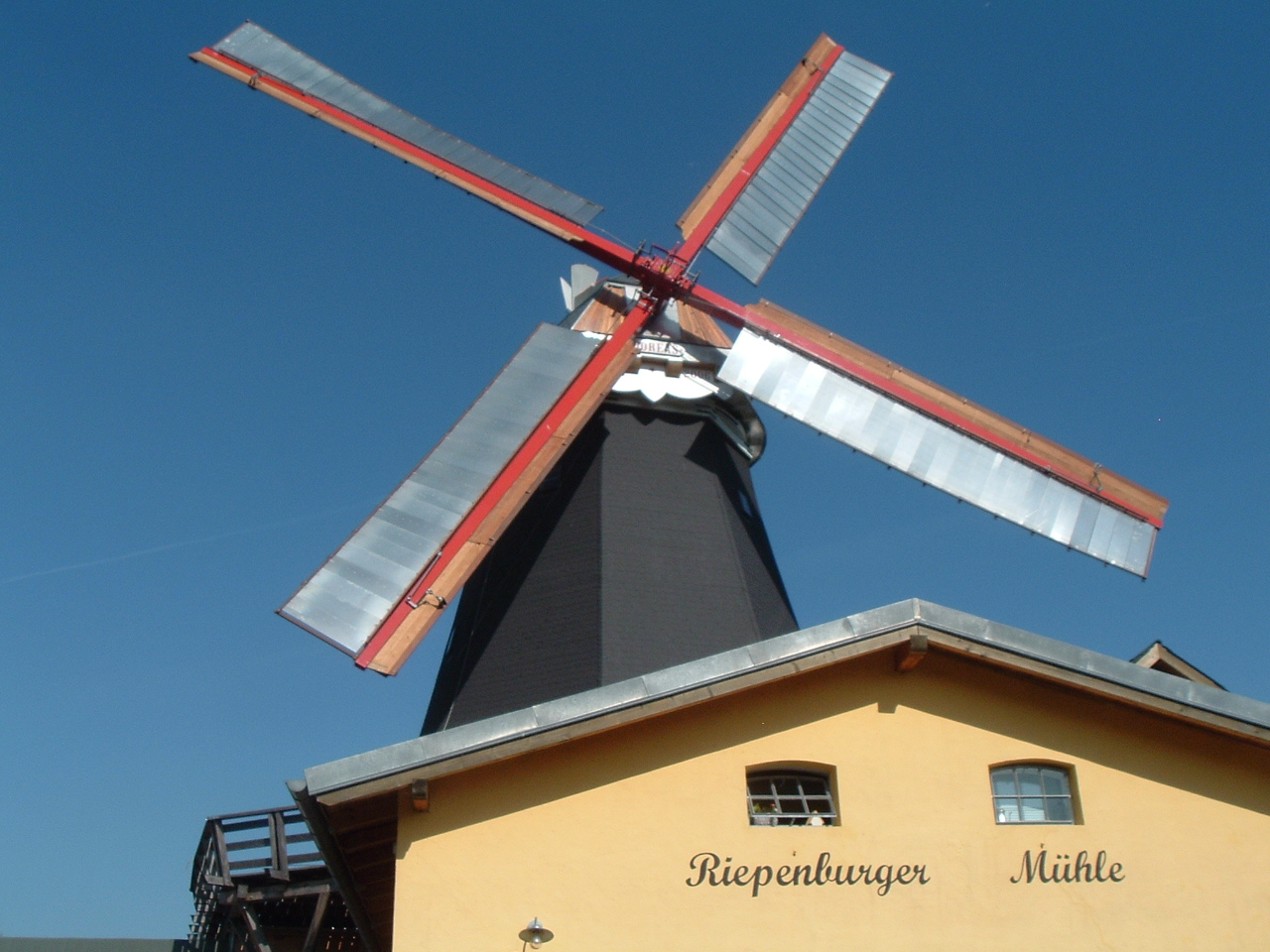
Riepenburger Mühle

Die Riepenburger Mühle ist eine der letzten regelmäßig mit Wind arbeitenden Mühlen Deutschlands. Ihre Restaurierung dauerte sieben Jahre, seit 2007 ist sie ein produzierendes technisches Denkmal.